# Becky Dyroen-Lancer
Becky Dyroen-Lancer, née le 19 février 1971 à San José (Californie), est une nageuse synchronisée américaine.

## Carrière
Lors des Jeux olympiques de 1996 à Atlanta, Becky Dyroen-Lancer est sacrée championne olympique par équipes avec Tammy Cleland, Suzannah Bianco, Heather Pease, Jill Savery, Nathalie Schneyder, Heather Simmons-Carrasco, Jill Sudduth, Emily Lesueur et Margot Thien,.